# Нижняя Салда (станция)
Ни́жняя Салда́ — грузопассажирская станция Свердловской железной дороги, на Алапаевском железнодорожном ходу, в городе Нижней Салде Свердловской области России.
Станция расположена в удалённой северо-восточной части города. Возле первой платформы есть небольшой одноэтажный вокзал, обитый жёлтым сайдингом, с залом ожидания и билетными кассами. На пустыре около станции стоит каменная водонапорная башня постройки начала XX века. Возле вокзала находится пост ЭЦ и хозяйственные постройки. Переход на второй перрон только наземный. На станции по два раза в сутки останавливаются электрички Нижний Тагил — Егоршино и Нижний Тагил — Алапаевск. Помимо пригородного сообщения, станция обслуживает промышленные предприятия города.

## История
К началу XX века назрела необходимость в железнодорожной ветке до города Алапаевска и салдинских заводов. 24 марта 1908 года управление Пермской железной дороги, Тагильского железнодорожного пути и главное управление заводами Нижне-Тагильского округа наследников П. П. Демидова заключили договор о строительстве железнодорожной ветки до города Алапаевска, проходящей через Верхнесалдинский и Нижнесалдинский заводские посёлки с ответвлениями к железоделательным заводам оных подъездных путей. Согласно этому договору Тагильский железнодорожный путь (47 вёрст и 145 сажень) должен был перейти в собственность демидовской казны длиною. Временное движение общего пользования на Салдинской железнодорожной ветки по участку до Нижней Салды было открыто с 1 декабря 1909 года, а 1 января 1910 года состоялось открытие постоянного регулярного движения по всей протяжённости линии (49 вёрст). Согласно телеграмме управления железных дорог № 120 ветка перешла в казну 20 мая 1908 года.